# 千坂高明
千坂 高明（ちさか たかあき）は、江戸時代後期の米沢藩の重臣。戊辰戦争当時の米沢藩奉行・軍務総督千坂高雅の父。

## 経歴
天保5年（1834年）10月17日家督相続、嘉永2年（1849年）2月28日侍頭、同3年（1850年）8月28日江戸家老兼侍頭、同6年（1851年）5月23日奉行職　。
文久3年（1863年）1月藩主上杉斉憲の将軍徳川家茂上洛供奉に随行。　11月3日、上杉斉憲一行が米沢に帰国するが、まもなく藩内上洛組と留守居組の重臣達の協議が開かれ、その折、留守の長尾権四郎と上洛供奉の家老・竹俣美作の間に意見対立があり、長尾が竹俣を罵倒したため、憤然とした竹俣が家老辞職を申し出、諸重臣も両者の意見の是非をめぐって甲論乙駁、大紛擾に発展する気配がみえたが、千坂高明が仲裁に入り嫡男千坂高雅の意向を入れて、長尾には竹俣に対する失言の詫びをいれさせ、和議を成立させた。
元治元年（1864年）10月10日致仕。
戊辰戦争当時は嫡男千坂高雅が米沢藩奉行、軍務総督として前線で戦う。新政府軍への降伏後、宮島誠一郎が病床の千坂高明に見舞いに行った際、「隠居（高明）病床ニテ十然発怒シテ日。若林作兵衛ノ馬鹿野郎カ国家ヲ誤ッタ。此上ハ与一（高雅）ハ腹ヲ切ッテ朝廷ニ謝罪スルノ外ニ策ナシ」とその時に高明が話したことが日記に記録されている。
明治2年（1869年）4月11日死去。　